# 看车人的七月
《看车人的七月》是一部2003年由中国电影集团北京电影制片厂出品的剧情片。发行院线北京新影联通过“首映权招标”方式运作上映后，影片以及演员的表演获得北京观众的认可。 导演安战军接受采访时透露，选角时便认准了范伟“相貌朴实就像北京胡同里的老百姓”。 2004年在第28届蒙特利尔国际电影节上获评委会大奖，与赵本山合作小品而为中国观众所熟知的范伟凭借本片荣膺最佳男演员奖。

## 演员表
- 范 伟……饰：杜红军
- 陈小艺……饰：小宋
- 赵 君……饰：刘三
- 张伟迅

## 获奖与提名
| 获奖与提名               | 获奖与提名 | 获奖与提名 | 获奖与提名 |
| 评奖名称                 | 奖项       | 获得者     | 结果       |
| ------------------------ | ---------- | ---------- | ---------- |
| 第23届中国电影金鸡奖     | 最佳男主角 | 范伟       | 提名       |
| 第23届中国电影金鸡奖     | 最佳男配角 | 赵君       | 获奖       |
| 第23届中国电影金鸡奖     | 最佳女配角 | 陈小艺     | 提名       |
| 第28届蒙特利尔国际电影节 | 最佳男演员 | 范伟       | 获奖       |
| 第28届蒙特利尔国际电影节 | 评委会大奖 | 安战军     | 获奖       |
| 第28届蒙特利尔国际电影节 | 最佳影片   |            | 提名       |
| 第11届北京大学生电影节   | 最佳男演员 | 范伟       | 获奖       |

## 相关链接
1. ↑  《看车人的七月》 范伟陈小艺赚足观众缘(图) （页面存档备份，存于） 北京娱乐信报 2003年10月15日
2. ↑  看车人的七月 （页面存档备份，存于） 新华网娱乐周刊 2003年10月16日
3. ↑  组图:《看车人的七月》夺蒙特利尔电影节大奖 （页面存档备份，存于） 新浪娱乐 2004年09月07日
4. ↑  . 中国新闻网.   [2021-12-22]. （原始内容存档于2021-12-22）.